# Kinetika (fizika)
kinetika <görög> = mozgás szóból: 
A kinetika a mechanikának az erők és a hatásukra létrejövő mozgások kapcsolatát, törvényszerűségeit vizsgáló része.
A kinetika főbb tudomány ágai a dinamika és a statika.